# Carapoia paraguaensis
Carapoia paraguaensis là một loài nhện trong họ Pholcidae. Loài này được phát hiện ở Venezuela, Guyana và Brasil và là loài điển hình của chi Carapoia.